# Willy Semedo
Willy Johnson Semedo Afonso (Montfermeil, Francia, 27 de abril de 1994) es un futbolista caboverdiano. Juega de centrocampista y su equipo es el A. C. Omonia Nicosia de la Primera División de Chipre.

## Trayectoria
El 28 de enero de 2023 fichó por el Al-Faisaly de la Liga Yello de Arabia Saudita por 18 meses.

## Selección nacional
Nacido en Francia, es descendiente caboverdiano. Debutó con la selección de Cabo Verde el 7 de octubre de 2020 ante Andorra. Fue citado a la Copa Africana de Naciones 2021.

### Participaciones en Copa Africana de Naciones
| Copa                           | Sede            | Resultado        |
| ------------------------------ | --------------- | ---------------- |
| Copa Africana de Naciones 2021 | Camerún         | Octavos de final |
| Copa Africana de Naciones 2023 | Costa de Marfil | Cuartos de final |

## Clubes
| Club                        | País           | Año           |
| --------------------------- | -------------- | ------------- |
| Alki Oroklini               | Chipre         | 2014-2018     |
| Charleroi S. C.             | Bélgica        | 2018          |
| K. S. V. Roeselare (cedido) | Bélgica        | 2018          |
| F. C. Politehnica Iași      | Rumania        | 2019          |
| Grenoble Foot 38            | Francia        | 2019-2021     |
| Pafos F. C.                 | Chipre         | 2021-2023     |
| Al-Faisaly                  | Arabia Saudita | 2023          |
| A. C. Omonia Nicosia        | Chipre         | 2023-presente |

## Palmarés

### Títulos nacionales
| Título                     | Club          | País   | Año     |
| -------------------------- | ------------- | ------ | ------- |
| Segunda División de Chipre | Alki Oroklini | Chipre | 2016-17 |